# Moreland (Georgia)
Moreland es un pueblo ubicado en el condado de Coweta en el estado estadounidense de Georgia. En el censo de 2000, su población era de 393.

## Demografía
En el 2000 la renta per cápita promedia del hogar era de $45,375, y el ingreso promedio para una familia era de $58,000. El ingreso per cápita para la localidad era de $17,846. Los hombres tenían un ingreso per cápita de $32,500 contra $31,042 para las mujeres.

## Geografía
Moreland se encuentra ubicado en las coordenadas 31°16′16″N 83°27′55″O / 31.27111, -83.46528 (31.271232, -83.465414).
Según la Oficina del Censo, la localidad tiene un área total de 2,5 km² (1 mi²), de la cual 2,5 km² (1 mi²) es tierra y 0 km² (0 mi²) (0.00%) es agua.